# Cratere La Fayette
La Fayette  è un cratere sulla superficie di Venere. Deve il proprio nome alla scrittrice francese Madame de La Fayette (1634-1693).